# Albert Armitage
Pour les articles homonymes, voir Armitage.
Albert Borlase Armitage, né en 1864 à Balquhidder et mort le 31 octobre 1943, est un explorateur écossais de l'Antarctique et un capitaine de la Royal Navy.

## Biographie
Membre de l'expédition Jackson-Harmsworth d'exploration de l'archipel François-Joseph, il retrouve les hommes de l'explorateur norvégien Fridtjof Nansen et les sauve d'une mort certaine.
Armitage devient par la suite second et navigateur de Robert Falcon Scott et participe à l'expédition Discovery en Antarctique.
Le cap Armitage, cap rocheux de l'île de Ross, a été nommé en son honneur.